# Pembrokeshire
Pembrokeshire (Wels: Sir Benfro) is een unitaire autoriteit in het zuidwesten van Wales, gelegen in het ceremoniële behouden graafschap Dyfed. Het grenst in het oosten aan Carmarthenshire en in het noordoosten aan Ceredigion. Pembrokeshire is tevens een historisch graafschap en heeft 125.000 inwoners (2018).
De ‘hoofdstad’ van het graafschap is Haverfordwest alwaar het graafschap zijn volksvertegenwoordiging heeft gevestigd.
Het graafschap is ook het ‘thuis’ van het Pembrokeshire Coast National Park (Brits Nationaal Park), het enige nationaal park aan de kust in zijn soort in het Verenigd Koninkrijk en een van de drie nationale beschermde gebieden in Wales. De andere zijn respectievelijk Snowdonia en Brecon Beacons National Parks.
Het grootste gedeelte van Pembrokeshire, en specifiek het zuiden, is Engelstalig en heeft sinds vele honderden jaren een typische Engelse cultuur. De grens tussen de Engelstaligen en Welssprekenden staat bekend als ‘The Landsker Line’. South Pembrokeshire staat ook bekend als het 'Kleine Engeland achter Wales' (Little England Beyond Wales).

## Geografie

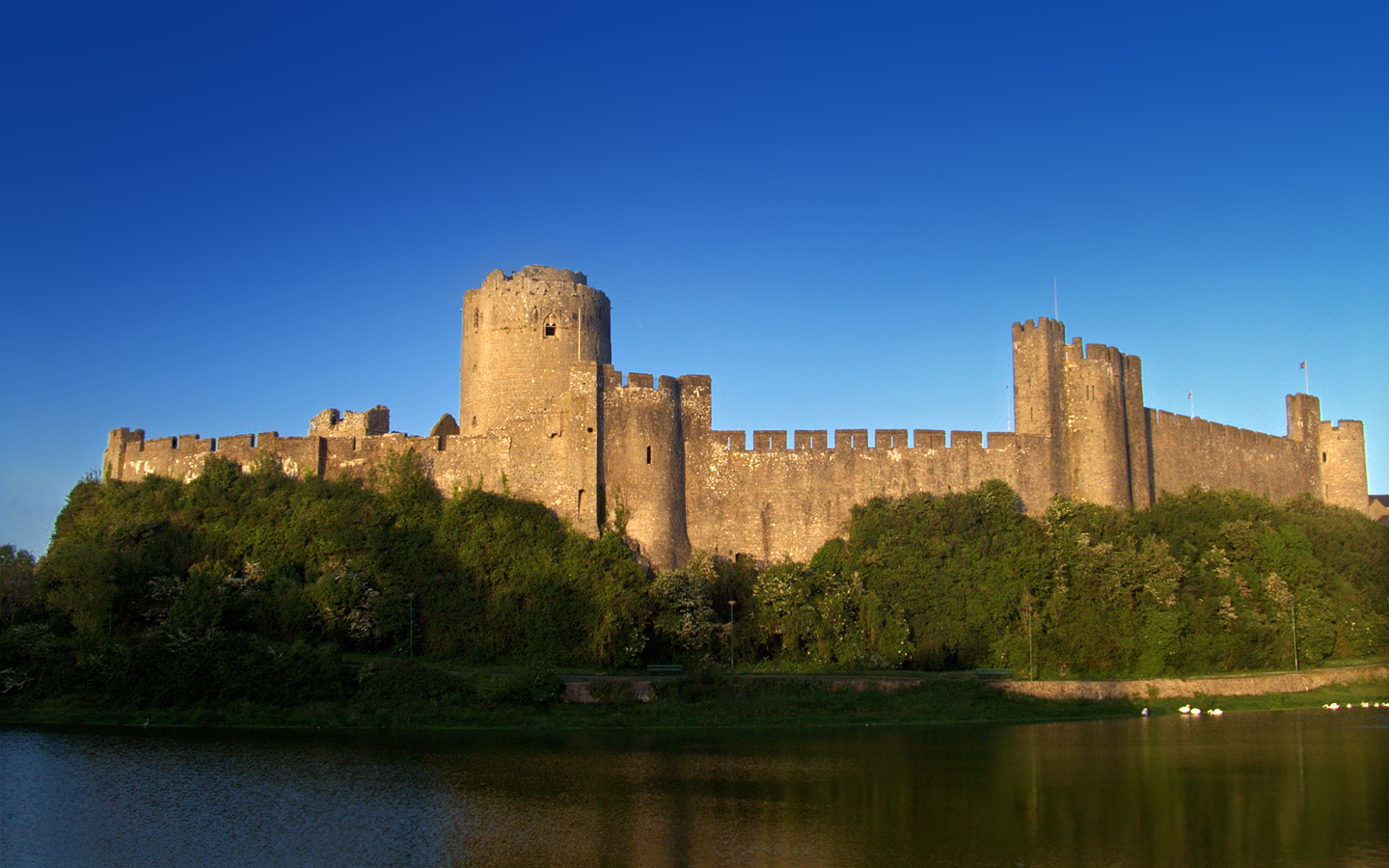
Pembroke Castle

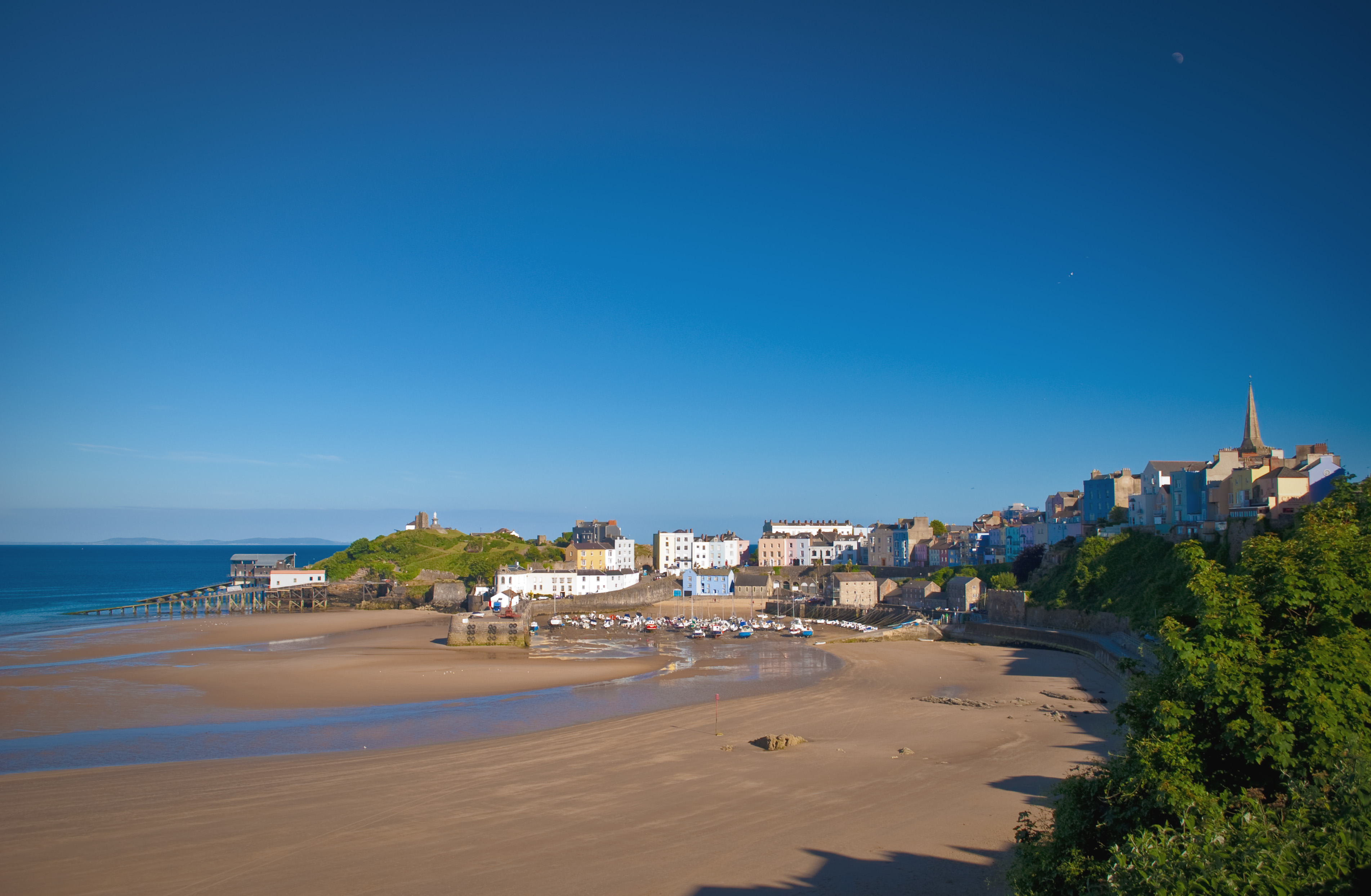
Tenby Haven

Pembrokeshire grenst aan drie zijden aan zee en is daarmee een maritiem graafschap. De lokale economie wordt stevig ondersteund door toerisme, maar de landbouw is ook nog steeds belangrijk. De petrochemische en vloeibareaardgasindustrie heeft zich sinds de jaren vijftig sterk ontwikkeld langs het estuarium van de rivier de Pembroke, de Milford Haven Waterway.
De historische ‘hoofdstad’ van het graafschap en de vestigingsplaats van het bestuurlijke hoofdkantoor is Haverfordwest. Andere steden en plaatsen zijn Pembroke, Milford Haven, Fishguard, Tenby, Saundersfoot, Narberth, Neyland en Newport.
St Davids, in het noorden van het graafschap, is met ongeveer 1600 inwoners de kleinste stad van het Verenigd Koninkrijk.
Het hoogstgelegen punt van het graafschap is Foel Cwmcerwyn (536 m / 1759 ft) in de Preseli Hills.
De kustlijn van het graafschap omvat internationaal belangrijke broedplaatsen voor zeevogels en talloze baaien en zandstranden. Pembrokeshires roemrijke en dominerende Coastal National Park, beter bekend als Pembrokeshire Coast National Park is de thuisplaats van het bijna 300 kilometer lange wandelpad het Pembrokeshire Coast Path. De omvangrijke en natuurlijke haven bij Milford Haven snijdt diep in de kustlijn en vormt zo de monding van de Western Cleddau (die door Haverfordwest stroomt), Eastern Cleddau en de rivieren Cresswell en Carew. Deze monding is overbrugd door de grote Cleddau Bridge (tolbrug) die een verbinding vormt van de A477 tussen Neyland en Pembroke Dock. Stroomopwaarts zijn er nog bruggen bij Haverfordwest en Canaston.
Andere grote baaien zijn Newport Bay, Fishguard Bay St. Bride’s Bay en een deel van Carmarthen Bay. Er zijn verschillende kleine eilanden voor de kust van Pembrokeshire. De grootste daarvan zijn Ramsey Island, Grassholm Island, Skomer Island en Caldey Island.
In het noorden van het graafschap bevinden zich de Preseli Hills (Mynydd Preseli), wijd uitgestrekt heuvelachtig heidelandschap met vele prehistorische monumenten en tevens de bron waar de grote stenen (Bluestones) die gebruikt zijn voor de binnenste cirkel van Stonehenge in Engeland te construeren.
Op andere plekken is het graafschap relatief vlak en over het algemeen wordt dit land gebruikt voor laagland agrarische bedrijvigheid of melkveehouderijen, akkerbouw, raapolie en de zeer bekende pembrokeshireaardappel.

## Geschiedenis
Bewoning door mensen van de regio Pembrokeshire gaat terug tot 125.000 v.Chr. De Griekse geograaf Claudius Ptolemaeus (87 – na 150) vermeldt als bewoners de Keltische stam der Demetae. In de late periode van het Romeinse Keizerrijk, tussen 350 en 400, vestigde een Ierse stam genaamd Déisi zich er.
Na de Romeinse periode gingen de Ierse Déisi op in de lokale Welse bevolking en evolueerde de naam van de regio naar Dyfed dat als onafhankelijk koninkrijkje bestond totdat een erfgename, Elen, trouwde met Hywell Dda (Hywell de Goede) in 904.
Hywell voegde Dyfed samen met zijn eigen koninkrijkje Seisyllwg en vormde zo een nieuw rijk Deheubarth. Gedurende het tijdperk van Vikingen (van ca. 793 tot ca. 1066), had de regio het zwaar te verduren van verwoestende en ongenadige aanvallen en rooftochten van de Vikingen. Dezelfde Vikingen stichten nederzettingen en handelsposten in Haverfordwest, Fishguard en Caldey Island.
Dyfed, de regio van Pembrokeshire, bleef een volledige provincie van Deheubarth, maar werd bevochten door de invallen van Normandiërs en Vlamingen tussen 1067 en 1111. De kroniek Brut y Tywysogion doet de Vlaamse aanwezigheid teruggaan op een tussenkomst van koning Hendrik I in 1108. Mogelijk ging het om verwanten van de huurlingen die Willem de Veroveraar hadden bijgestaan in de Slag bij Hastings (1066). De kolonisten vestigden zich op het schiereiland Rhos en verjoegen de lokale bevolking. Gerald van Wales schreef in de 12e eeuw over hun ruwe zeden. Ontginners immigreerden in die eeuw ook rechtstreeks uit Vlaanderen met steun van lokale heren en stichtten doorheen Pembrokeshire vaak rijnederzettingen. Nog lange tijd, mogelijk tot de 16e eeuw, zou een Nederlandstalige gemeenschap bestaan in Pembrokeshire nabij Haverfordwest.
De regio kwam bekend te staan als Pembroke, na de bouw van het Normandische kasteel Penfro Cantref. De Normandisch/Vlaamse aanwezigheid was zorgwekkend en aanleiding voor de vijandige houding van de oorspronkelijke Welse prinsen. In 1136 wreekte prins Owain Gwynedd (Owain ap Gruffydd), de executie van zijn zuster prinses Gwenllian van Deheubarth en haar kinderen. Vanaf Gwynedd vertrok prins Owain samen met Gwenllians echtgenoot prins Rhys en een geweldig leger en ontmoette bij Crug Mawr nabij Cardigan het 3000 man sterke Normandische/Vlaamse leger en vernietigde het. De overgebleven Normandiërs vluchtten via de brug bij Cardigan die bezweek onder het geweld en de rivier de Teifi raakte geblokkeerd door verdronken soldaten, paarden en wapentuig.
De Normandische infanterist Richard fitz Gilbert de Clare is hierbij ook gesneuveld. Cadwaladr ap Gruffydd, een jongere broer van Owain, huwde Alice een dochter van Richard de Clare. Owain lijfde Deheubarth in bij Gwynedd en herstelde daarmee het gezag in de regio. De sterk verzwakte Normandische/Vlaamse invloed is nooit volledig hersteld in West-Wales. Prinses Gwenllian van Deheubarth is een van de meest memorabele slachtoffers van die periode. De county of Pembrokeshire kreeg in 1138 koninklijke privileges.
Het graafschap was lange tijd verdeeld tussen het Engelstalige zuiden (bekend als "Klein Engeland achter Wales" (Little England Beyond Wales) en het historische meer Welstalige noorden, door een denkbeeldige lijn genaamd the Landsker. De Vlaamse gemeenschap was nog herkenbaar tot de 16e eeuw. Ze zijn beschreven bij William Camden en bij Lucas d'Heere, die beweerde in Pembrokeshire mensen te hebben ontmoet die goed vlaemsch spraken.
Lord Rhys, prins van Deheubarth, de zoon van prinses Gwenllian, herstelde het Welse gezag over een groot gedeelte van de regio en dreigde geheel Pembrokeshire te heroveren, maar hij overleed in 1197. Nadat Deheubarth was verdeeld door een vete in de familie, slaagde Llywelyn de Grote erin bijna de gehele regio van Pembroke in te nemen tussen 1216 en het jaar van zijn overlijden 1240.
In 1457 werd Henry Tudor geboren op Pembroke Castle en 28 jaar later betuigde hij steun aan een leger vlak bij zijn geboorteplaats. Hij marcheerde door Wales naar Bosworth Field in Leicestershire en versloeg het grotere leger van Richard III, Als Hendrik VII regeerde hij Engeland succesvol tot 1509. Hij is de stichter van het Huis Tudor.
De ‘Act of Union’ van 1536 verdeelde het graafschap in hundreds (een voormalige subdivisie van een graafschap), die volgens de oude grenzen, met enkele aanpassingen, in ‘cantrefs’ werden opgedeeld, waarmee de klok werd teruggezet naar de tijd voor de Normandische verovering.

## Plaatsen
- Camrose
- Fishguard
- Haverfordwest (hoofdstad)
- Milford Haven
- Pembroke
- Spittal
- St Davids
- Walton East

Graafschappen: Anglesey · Carmarthenshire · Ceredigion · Denbighshire · Flintshire · Gwynedd · Monmouthshire · Pembrokeshire · Powys
County boroughs: Blaenau Gwent · Bridgend · Caerphilly · Conwy · Merthyr Tydfil · Neath Port Talbot · Rhondda Cynon Taf · Torfaen · Vale of Glamorgan · Wrexham
Steden: Cardiff · Newport · Swansea
Zie ook: behouden graafschappen (preserved counties) en de historische graafschappen